# Parafia Miłosierdzia Bożego w Kornatce
Parafia Miłosierdzia Bożego w Kornatce – parafia rzymskokatolicka, terytorialnie i administracyjnie należąca do archidiecezji krakowskiej, do dekanatu Dobczyce. W parafii posługują księża diecezjalni.   

## Proboszczowie
- ks. Wiesław Smaza (2010–2021)[1]
- ks. Zbigniew Kosowski[2].